# 식도항
식도항은 전북특별자치도 부안군 위도면 식도리, 식도 섬에 있는 어항이다. 지방어항으로 지정하여 관리하고 있다. 시설관리자는 부안군수이다.